# 佐藤恒久
佐藤 恒久（さとう つねひさ、1862年（文久2年7月） - 1907年（明治40年）2月26日）は、日本の明治期における外科医。順天堂副医院長。武蔵国江戸(後の東京府東京市、現・東京都区部）出身。

## 生涯
1862年（文久2年）旧暦7月、安房国花房藩士松下信久の四男として江戸に生まれる。1873年（明治6年）に父と死別し、兄松下道久の下で育つ。1876年（明治9年）に東京外国語学校に入り、翌1877年（明治10年）に東京大学医学部予科に入学した。1886年（明治19年）、学制変更により東京帝国大学医科大学となった年に卒業する。東京帝国大学医科大学卒業前に陸軍軍医総監佐藤進の養子佐藤梅尾と結婚し、婿養子となる。同級生としては千葉医科大学学長となった三輪徳寛、養生会を創設した伊東重、陸軍軍医として台湾においてペスト菌を確認した岡田国太郎、長崎医科大学耳鼻咽喉科の創始者高畑挺蔵、名古屋大学外科部長を勤めた花房道純・小川三之助等がいる。
大学卒業直後ドイツに留学し、ベルリン大学の眼科教授ユリウス・ヒルシュベルクらに、婦人科についてはハッレ大学病院産婦人科ロベルト・オルスハウゼンらに学ぶ。1891年（明治24年）7月に帰国し、一時東京帝国大学医科大学大学院に籍を置くが、1894年（明治27年）に再びドイツに留学し、3年間外科を専攻する。1897年（明治30年）に帰国後は順天堂副医院長として婦人科および外科を担当した。
1897年（明治30年）11月、三輪徳寛・木村孝蕨・田代正医師の送別の宴が上野精養軒で行われた。その席上、日本外科学会創立に就いての話し合いが行われた。田代義徳・近藤次繁・佐藤恒久が日本外科学会規則草案を起草し、引き続いて同年12月協議会を開き、1898年（明治31年）4月7日に神田青年会館に於て発起人会が開かれた。発起人会では近藤次繁が本会設立の由来を説明し、翌年4月に第1回日本外科学会を東京で開くことを決定した。また、第1回役員選挙の結果、会長佐藤三吉、幹事に近藤次繁・田代義徳・佐藤恒久が選ばれた。
佐藤恒久が逝去する前年1906年（明治39年）、自身が担当していた順天堂医院改築がなり、木造モルタル3階建の建物が竣工した。墓所は文京区吉祥寺。

## 論文・著作
- 「中外医事新報(205) 1888年10月 人工早產ノ實驗 佐藤恆久 p6〜8」（日本医史学会）
- 「中外医事新報(206) 1888年10月 人工早產ノ實驗 佐藤恆久 p9〜11」（日本医史学会）
- 「中外医事新報(274) 1891年8月 初生兒膿漏症ノ豫防法ニ就テ 佐藤恒久 p4〜6」（日本医史学会）
- 「中外医事新報(276) 1891年9月 初生兒膿漏症ノ豫防法ニ就テ 佐藤恒久 p24〜26」（日本医史学会）
- 「中外医事新報(315) 1893年5月 腹壁切開術ニ就テ 佐藤恒久 p1〜3」（日本医史学会）
- 「順天堂医事研究会報告(53) 不姙症ノ說 佐藤恒久 p226〜230」（順天堂医事研究会）
- 「順天堂医事研究会報告(54) 不姙症ノ說 佐藤恒久 p285〜289」（順天堂医事研究会）
- 「順天堂医事研究会報告(56) 眼科ニ於ケル按摩法 佐藤恒久 p357〜359」（順天堂医事研究会）
- 「順天堂医事研究会報告(57) 失血后ノ視覺障害 佐藤恒久 p407〜414」（順天堂医事研究会）
- 「順天堂医事研究会報告(58) 劇甚ナル身体振蘯后ニ發スル障害追加 佐藤恒久 p461〜464」（順天堂医事研究会）
- 「順天堂医事研究会報告(59) 蜜尿症ニ於ケル蜂窩織炎及壞死 佐藤恒久 p17〜19」（順天堂医事研究会）
- 「順天堂医事研究会報告(134) 1892年7月 尿生殖器瘻 佐藤恒久 p649〜653」（順天堂医事研究会）
- 「順天堂医事研究会報告(135) 1892年8月 尿生殖器瘻 佐藤恒久 p721〜723」（順天堂医事研究会）
- 「順天堂医事研究会報告(140) 1892年10月 產科婦人科ニ於ケル防腐消毒法 佐藤恒久 p953〜956」（順天堂医事研究会）
- 「順天堂医事研究会報告(143) 1892年12月 產科婦人科ニ於ケル防腐消毒法 佐藤恒久 p1115〜1118」（順天堂医事研究会）
- 「産科婦人科学雑誌2(6) 1900年2月 子宮鼠蹊歇爾尼亞ニ就テ 佐藤恒久 p259〜264」（産科婦人科学会）
- 「日本外科学会誌(1) 1900年4月 陰囊水腫根治法ニ就テ 佐藤恒久 p182〜188」（南江堂）
- 「日本外科学会誌(4) 1903年4月 痔核組織及發生原理ニ就テ・痔核ノ手術ニ就テ 附自家考案ノ翼狀鉗子供覽・痔核ニ就テ 佐藤恒久外 p50〜59」（南江堂）
- 「日本外科学会誌(5) 1904年4月 膝膕動脈瘤ニ就テ 討論 佐藤恒久外 p95〜103」（南江堂）

## 家族
- 実父 松下信久（安房花房藩士）
- 実兄 松下道久
- 義父 佐藤進（1845年 - 1921年） 佐藤尚中の養嗣子、尚中の先妻サダの甥。第3代順天堂医院長、陸軍軍医総監、男爵。
- 義母 佐藤志津（1851年 - 1919年） 尚中の長女、女子美術学校長。
- 妻 佐藤梅尾（佐藤尚中の四女、佐藤進・志津夫妻の養女）
- 養子 佐藤清一郎（1880年 - 1965年） 順天堂大学外科部長、東京医科大学外科教授。1923年日本で最初の肺癌切除手術を行った。
- 義弟 佐藤達次郎（1868年 - 1959年） 第4代順天堂医院長、学校法人順天堂医科大学初代学長・初代理事長、貴族院議員、男爵。